# Strugi (województwo łódzkie)
Strugi – wieś w Polsce położona w województwie łódzkim, w powiecie wieluńskim, w gminie Wierzchlas.
W latach 1975–1998 miejscowość administracyjnie należała do województwa sieradzkiego.
Długa wieś (ponad 40 zagród) położona w pd.-zach. części gminy wzdłuż doliny potoku Struga, graniczy z wsiami Pątnów i Jajczaki. Zachował się tu kurhan z epoki brązu (w pobliżu gospodarstwa Stanisława Kedzi). Wysoki na 3 m, jest obsadzony brzozami. Podobny kurhan położony w pobliżu został całkowicie rozorany.